# Megalithen von Fenagh
Die Megalithen von Fenagh liegen im Dorf Fenagh (irisch Fíonach) im Süden des County Leitrim in Irland. Sie befinden sich in den Townlands Fenagh Beg (Fíonach Beag) und Commons (An Coimín).

## Das Portal Tomb
Lage: 54° 1′ 24,1″ N, 7° 50′ 10,3″ W.

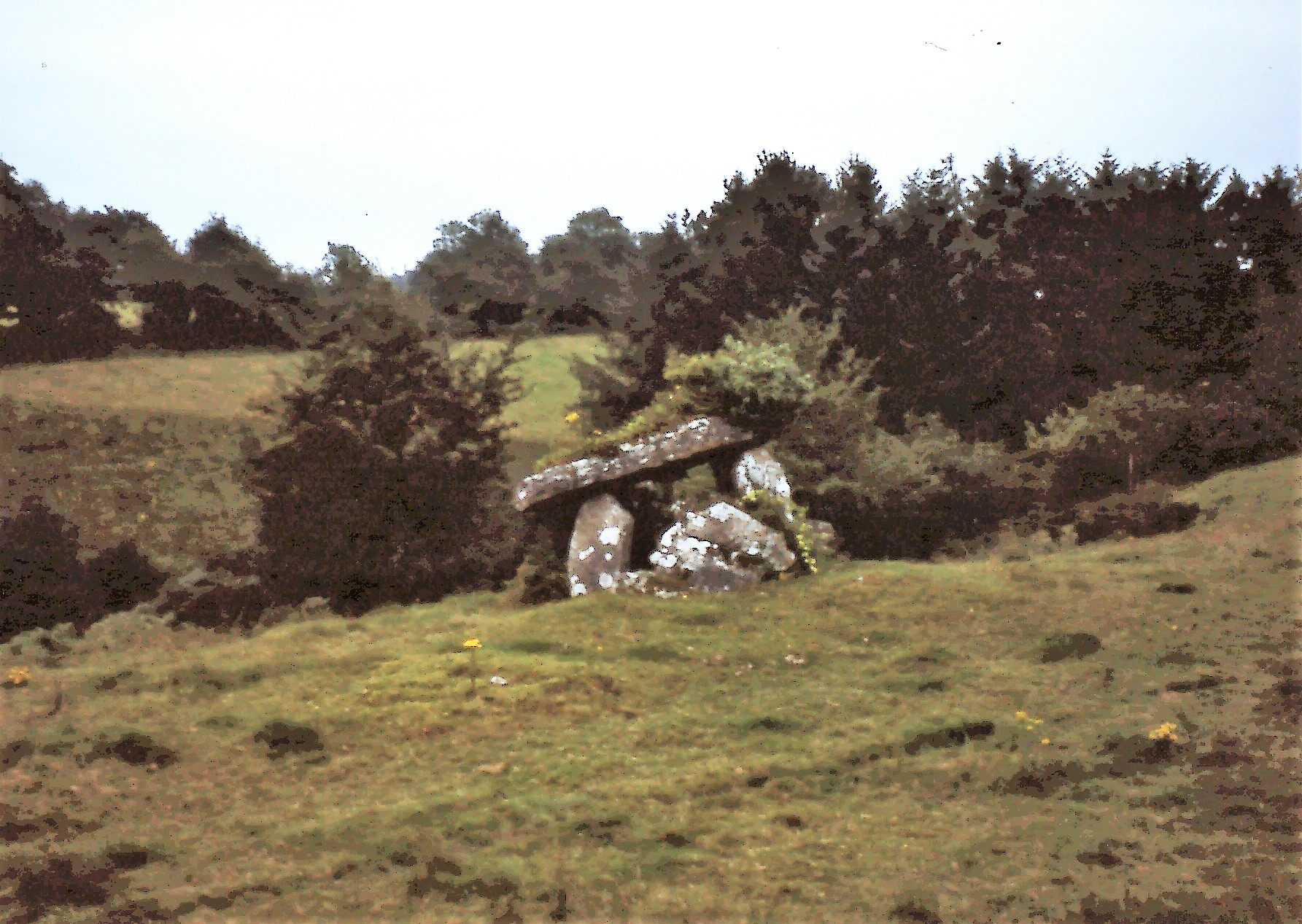
Fenagh Beg (Portal Tomb)

In Fenagh Beg befindet sich auf einem Felsvorsprung an der Westseite einer Schlucht, westlich der Straße R202, ein Portal Tomb in einem Nord-Süd orientierten 31,5 m langen 9,5 m breiten und 1,0 m hohen Cairn. Die 2,4 m lange, trapezoide Kammer ist 2,2 auf 1,1 m breit und 0,85 m hoch. Ihr Deckstein ruht auf einem 1,15 m hohen Portalstein und zwei Seitensteinen. Der zweite Portalstein ist zerbrochen und sein oberes Teilstück liegt neben der Kammer. Der Endstein ist ebenfalls zerbrochen und eine Hälfte liegt außerhalb der Kammer. Der etwa 3,75 m lange, 1,6 m breite und 0,5 m dicke Deckstein hat eine Krone aus Efeu.

## Das Court Tomb
Lage: 54° 1′ 1,4″ N, 7° 50′ 17,9″ W.

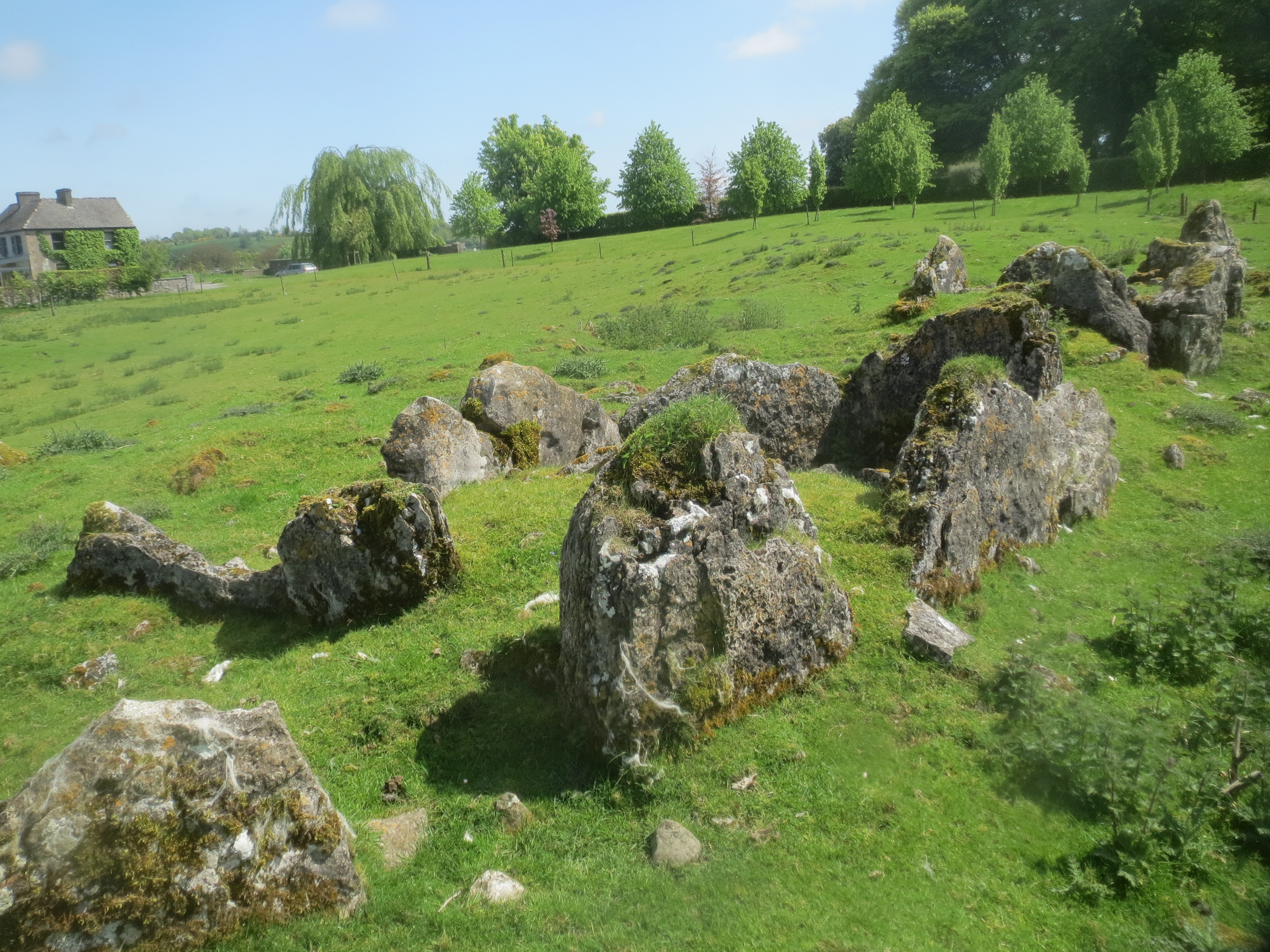
Commons-Fenagh (Court Tomb)

Court Tombs gehören zu den megalithischen Kammergräbern (englisch chambered tombs) der Insel. Sie werden mit etwa 400 Exemplaren nahezu ausschließlich in Ulster im Norden der Republik Irland beziehungsweise in Nordirland gefunden.
Das Court Tomb im Townland Commons liegt südlich des Portal Tombs. Es handelt sich hierbei um  den Rest eines doppelten Court Tombs.
Dieser Typ mit Galerien und Höfen (courts) an beiden Enden finden sich z. B. gut erhalten und nicht weit entfernt bei Cohaw im County Cavan. Gelegentlich sind die Steinhügel dieses Typs rechteckig, mehrheitlich jedoch trapezoid. Bei Feenagh ist der Hügel nur rudimentär erhalten. Die westliche Galerie scheint nur eine (große) Kammer besessen zu haben (was ungewöhnlich wäre), während die östliche zwei Kammern hat. Die Zugänge zu den Galerien liegen über 14 m voneinander entfernt, während die Länge des etwa 15 m breiten Steinhaufens, einschließlich der beiden Höfe, über 20 m beträgt. Im Westen ist die Kammer halbwegs intakt und es gibt Spuren eines Vorplatzes. In der östlichen Galerie ist nur die innere Kammer relativ intakt. Die äußere Kammer und der Hof wird nur durch Orthostaten auf der Südseite angedeutet.

## Weitere Megalithanlagen
In den beiden Townlands gibt es weitere Anlagen. Dazu zählen unter anderem:

### Die Passage Tombs
140 m südlich des Portal  Tombs liegen im Abstand von 25 m die Reste von zwei weiteren Megalithanlagen, die als Passage Tomb eingestuft werden.

### Menhir
Im Westen des Dorfes stehen zwei Menhire.